# 掛川市立栄川中学校
掛川市立栄川中学校（かけがわしりつ さかがわちゅうがっこう）は、静岡県掛川市本所にある公立中学校。

## 概要
- 校名は近くを流れる逆川（さかがわ）が由来。「逆」の字が縁起が悪かったため、「栄」という字が当てられたが、その影響で「さかえがわちゅうがっこう」と誤読されることがある。
- 掛川市内の公立中学校の中では最も人数の少ない中学校である。近年では全校生徒が100人を切り、中学校統合案も出ている。現在、各学年とも複数のクラスである。
- 小笠地区における名門校の静岡県立掛川西高等学校への進学率が高い。
- 校域はかなり広大で特に東山地区の生徒は市内バス又はスクールバスで登下校をしており、日坂地区及び東山口地区の一部は自転車で、一般に東山口地区の生徒は徒歩で通学している。

## 沿革
- 1955年（昭和30年）8月31日 - 日東中学校・東山口中学校を統合して、掛川市立栄川中学校となる
- 1957年（昭和32年）7月31日 - 校歌制定
- 1978年（昭和53年）12月27日 - 新校舎完成
- 1991年（平成3年）3月28日 - 増築校舎（校舎西側）落成式
- 2004年（平成16年）10月23日 - 創立50周年記念式典
- 2009年（平成21年）4月1日 - 掛川市教育委員会指定、保幼小中連携・一貫教育研究開始
- 2010年（平成22年）11月19日 - 掛川市指定研究（一貫研）研究発表会平成25年9月27日　校舎耐震工事完了
- 2013年（平成25年）11月10日 - 静岡県地域防災活動知事褒賞　受賞
- 2015年（平成27年） - 創立60周年記念式典、「応援歌」を残す会 発足（後述参照）

## 校歌・応援歌
1957年（昭和32年）制定、大畑専作詞、木津文彦作曲。
校歌は3番まである。
応援歌もあるが、近年は歌われていない。そのため、2015年度より、在校生及びPTAによる『「応援歌」を残す会』が発足した。

## 校訓
- 自主
- 協力
- 敬愛

## 学校教育目標
「学び合い　やり抜く　栄中生」

## 学校行事

### 体育祭
全校生徒を青組と赤組に分けて対抗戦を行う。平成13年度の体育祭から赤組が連勝していたが、平成25年度の体育祭では、12年ぶりに青組が勝利した。

### 文化祭
文化祭は生涯学習センターで毎年行っている。「栄中祭」という名称であり、最優秀賞、優秀賞、最優秀指揮者賞、最優秀ナレーター賞がきめられる。平成17年度まではそこで決められた学級が「きらりふれあいコンサート」に出ることになっていたが、平成18年度から第3学年の学級が出ることに固定された。また職員合唱やゲストを呼んだり、一芸に秀でる生徒の発表や生徒による英語のスピーチを行うなどアットホームな雰囲気の中で行われる。

## 部活動
在校生の数が少ないのと同時に部活動の数は少なく、男子は卓球部、野球部、陸上部、総合文化部の5つの部の中から、女子は卓球部、バレー部、陸上部、総合文化部の4つの部の中から部活動を選択するか、または特別活動（水泳、サッカーなど）を行うことができる。数は少ないが、部活に所属しないこともできる。しかし特別活動を行う生徒は少なく、ほとんどの生徒がその中から選んでいる。平成17年度までは、東海大会に出場するなどしたソフトボール部が設置されていたが、入部を希望する年々生徒が減少し平成16年度の部員数は5名で同年度の新入部員者がいなかったために廃部となった。しかし掛川市立東中学校と連携してソフトボールを行っている生徒もいる。入れ替わりに陸上部を平成18年度から設置した。また、かつてはバスケットボール部も存在したが、近年廃部となった。

## 周辺
学区にはフジテレビ系のテレビドラマ「WATER BOYS2」で夏祭り会場として使われた事任八幡宮があり、同学区東部には東海道五十三次で有名な日坂宿や世界農業遺産に登録された東山などがある。
掛川市郊外に位置するが、祭典が活発な地域でもある。

## 交通
- 静岡県道415号日坂沢田線「本所」歩道橋南側50メートル

## 関係者

### 出身者
- 榛葉昌寛（男声テノール歌手）
- 榛葉淳（ソフトバンク株式会社代表取締役副社長兼COO）
- 竹嶋善彦（掛川市市議会議員）